# Humphry Marshall
Humphry Marshall (Condado de Chester, Pensilvânia, 10 de outubro de 1722 — Marsahllton, 6 de setembro de 1801 ) foi um botânico norte-americano.
Era filho de Abraham Marshall e Mary Hunt. Casou-se com Sarah Pennock  em 16 de setembro de 1748 e, em 10 de janeiro de 1788, com Margaret Minshall.
Trabalhou numa exploração agrícola a partir de 1748 e criou, em 1768, o primeiro conservatório de espécies  vegetais da região. Construiu um jardim botânico e estufas na  sua propriedade. Correspondeu-se seguidamente com Peter Collinson (1694-1768) e com John Fothergill (1712-1780).
É o autor de  Arbustrum American, the American Grove (1785).